# Tournoi d'ouverture du championnat du Honduras de football 2014
Navigation
Saison précédente Saison suivante
Le Tournoi Apertura 2014 est le trente-quatrième tournoi saisonnier disputé au Honduras.
C'est cependant la 65e fois que le titre de champion du Honduras est remis en jeu.
Lors de ce tournoi, le CD Olimpia a tenté de conserver son titre de champion du Honduras face aux neuf meilleurs clubs honduriens.
Chacun des dix clubs participant était confronté deux fois aux neuf autres équipes. Puis les six meilleures se sont affrontées lors d'une phase finale à la fin du tournoi.
Seulement une place était qualificative pour la Ligue des champions de la CONCACAF.

## Les 10 clubs participants
Ce tableau présente les dix équipes qualifiées pour disputer le championnat 2014-2015. On y trouve le nom des clubs, le nom des stades dans lesquels ils évoluent ainsi que la capacité et la localisation de ces derniers.
| \| Parrillas One CD Marathon Real España CD Motagua CD Olimpia CD Victoria CD Vida CD Platense CD Real Sociedad CD Honduras \| Localisation des clubs. |
| Parrillas One CD Marathon Real España CD Motagua CD Olimpia CD Victoria CD Vida CD Platense CD Real Sociedad CD Honduras                               |

| Club                  | Stade                               | Capacité | Ville          |
| CD Honduras           | Stade Humberto Micheletti           | 5 500    | El Progreso    |
| CD Marathon           | Stade Yankel Rosenthal              | 15 000   | San Pedro Sula |
| CD Motagua            | Stade Tiburcio Carias Andino        | 35 000   | Tegucigalpa    |
| CD Olimpia            | Stade Tiburcio Carias Andino        | 35 000   | Tegucigalpa    |
| Parrillas One (en)    | Stade León Gómez                    | 3 000    | Tela           |
| CD Platense           | Stade Excelsior                     | 10 000   | Puerto Cortés  |
| Real España           | Stade Francisco Morazán             | 20 000   | San Pedro Sula |
| CD Real Sociedad (en) | Stade Francisco Martínez Durón (en) | 5 000    | Tocoa          |
| CD Victoria           | Stade Nilmo Edwards                 | 25 000   | La Ceiba       |
| CD Vida               | Stade Nilmo Edwards                 | 25 000   | La Ceiba       |

## Compétition
Le Tournoi Apertura se déroule de la même façon que les tournois saisonniers précédents :
- La phase de qualification : les dix-huit journées de championnat.
- La phase finale : les matchs aller-retour allant des quarts de finale à la finale.

### Phase de qualification
Lors de la phase de qualification les dix équipes affrontent à deux reprises les neuf autres équipes selon un calendrier tiré aléatoirement.
Les deux meilleures équipes sont qualifiées directement pour les demi-finale alors que les quatre suivantes se qualifient pour les quarts de finale.
Le classement est établi sur le barème de points classique (victoire à 3 points, match nul à 1, défaite à 0).
Le départage final se fait selon les critères suivants :
- Le nombre de points.
- La différence de buts générale.
- La différence de buts particulière.
- Le nombre de buts marqué.

#### Classement
| Rang | Équipe                | Pts | J  | G | N | P | Bp | Bc | Diff |
| ---- | --------------------- | --- | -- | - | - | - | -- | -- | ---- |
| 1    | Real España           | 29  | 18 | 8 | 5 | 5 | 30 | 28 | +2   |
| 2    | CD Olimpia T          | 28  | 18 | 8 | 4 | 6 | 36 | 22 | +14  |
| 3    | CD Motagua            | 28  | 18 | 8 | 4 | 6 | 30 | 25 | +5   |
| 4    | CD Honduras P         | 28  | 18 | 7 | 7 | 4 | 34 | 31 | +3   |
| 5    | CD Real Sociedad (en) | 27  | 18 | 7 | 6 | 5 | 25 | 18 | +7   |
| 6    | CD Platense           | 24  | 18 | 6 | 6 | 6 | 27 | 27 | 0    |
| 7    | CD Marathon           | 22  | 18 | 5 | 7 | 6 | 20 | 25 | -5   |
| 8    | CD Vida               | 21  | 18 | 5 | 6 | 7 | 26 | 30 | -4   |
| 9    | Parrillas One (en)    | 18  | 18 | 4 | 6 | 8 | 28 | 38 | -10  |
| 10   | CD Victoria           | 16  | 18 | 3 | 7 | 8 | 22 | 34 | -12  |

| Légende : Qualifications et relégations | Légende : Qualifications et relégations          |
| --------------------------------------- | ------------------------------------------------ |
|                                         | Qualifié pour les demi-finales                   |
|                                         | Qualifié pour les quarts de finale               |
|                                         | T Tenant du titre P Promu de la saison 2013-2014 |

#### Matchs
| Résultats (▼dom., ►ext.)                                   | Hon | Mar | Mot | Oli | Par | Pla | Esp | Soc | Vic | Vid |
| CD Honduras                                                |     | 1-1 | 1-1 | 2-2 | 5-3 | 1-1 | 2-2 | 1-0 | 3-2 | 3-3 |
| CD Marathon                                                | 1-2 |     | 3-1 | 2-2 | 2-1 | 1-0 | 2-3 | 1-1 | 0-1 | 1-1 |
| CD Motagua                                                 | 4-1 | 0-1 |     | 1-4 | 1-1 | 2-0 | 5-0 | 4-1 | 2-1 | 1-2 |
| CD Olimpia                                                 | 0-2 | 4-0 | 0-1 |     | 3-0 | 5-0 | 2-1 | 0-2 | 3-0 | 3-1 |
| Parrillas One (en)                                         | 1-3 | 1-1 | 2-2 | 1-1 |     | 0-2 | 3-2 | 2-2 | 3-3 | 2-1 |
| CD Platense                                                | 4-4 | 0-0 | 2-1 | 1-0 | 4-1 |     | 3-3 | 1-2 | 3-2 | 4-1 |
| Real España                                                | 1-0 | 0-2 | 5-0 | 2-1 | 3-2 | 2-1 |     | 0-0 | 3-2 | 1-2 |
| CD Real Sociedad (en)                                      | 2-1 | 1-1 | 1-1 | 2-0 | 1-2 | 1-0 | 0-1 |     | 5-0 | 0-2 |
| CD Victoria                                                | 1-2 | 1-1 | 0-2 | 2-2 | 1-0 | 0-0 | 1-1 | 1-1 |     | 2-2 |
| CD Vida                                                    | 2-0 | 3-1 | 0-1 | 2-4 | 1-3 | 1-1 | 0-0 | 1-1 | 1-2 |     |
| - Victoire à domicile - Match nul - Victoire à l'extérieur |     |     |     |     |     |     |     |     |     |     |

### La Phase Finale
Les six équipes qualifiées sont réparties dans le tableau final d'après leur classement général, le deuxième affrontant lors des demi-finales le vainqueur du quart opposant le quatrième au cinquième et le premier affrontant le vainqueur du quart opposant le troisième au sixième.
En cas d'égalité sur la somme des deux matchs, les deux équipes sont dans un premier temps départagées par la règle des buts marqués à l'extérieur puis par leur classement général si cela est nécessaire, sauf lors de la finale où des prolongations puis une séance de tirs au but ont éventuellement lieu.

#### Tableau
|  |                       |               |                       |               |               |     |   |            |            |            |            |                       |     |   |        |        |        |        |        |  |  |
|  | 1/4 de finale         | 1/4 de finale | 1/4 de finale         | 1/4 de finale | 1/4 de finale |     |   | 1/2 finale | 1/2 finale | 1/2 finale | 1/2 finale | 1/2 finale            |     |   | Finale | Finale | Finale | Finale | Finale |  |  |
|  |                       |               |                       |               |               |     |   |            |            |            |            |                       |     |   |        |        |        |        |        |  |  |
|  |                       |               |                       |               |               |     |   |            |            |            |            |                       |     |   |        |        |        |        |        |  |  |
|  |                       |               |                       |               |               |     |   |            |            |            |            |                       |     |   |        |        |        |        |        |  |  |
|  |                       |               |                       |               |               |     |   |            |            |            |            |                       |     |   |        |        |        |        |        |  |  |
|  |                       |               |                       |               |               |     |   |            |            |            |            |                       |     |   |        |        |        |        |        |  |  |
|  | Real España           | (1)           | 0                     | 1             |               |     |   |            |            |            |            |                       |     |   |        |        |        |        |        |  |  |
|  | Real España           | (1)           | 0                     | 1             |               |     |   |            |            |            |            |                       |     |   |        |        |        |        |        |  |  |
|  |                       |               | CD Real Sociedad (en) | (5)           | 2             | 0   |   |            |            |            |            |                       |     |   |        |        |        |        |        |  |  |
|  | CD Honduras           | (4)           | CD Real Sociedad (en) | (5)           | 2             | 0   | 0 | 4          |            |            |            |                       |     |   |        |        |        |        |        |  |  |
|  | CD Honduras           | (4)           |                       |               |               |     |   |            |            |            |            |                       |     |   |        |        |        |        |        |  |  |
|  | CD Real Sociedad (en) | (5)           | 1                     | 3             |               |     |   |            |            |            |            |                       |     |   |        |        |        |        |        |  |  |
|  | CD Real Sociedad (en) | (5)           | 1                     | 3             |               |     |   |            |            |            |            | CD Real Sociedad (en) | (5) | 0 | 1      | 0      |        |        |        |  |  |
|  |                       |               |                       |               |               |     |   |            |            |            |            | CD Real Sociedad (en) | (5) | 0 | 1      | 0      |        |        |        |  |  |
|  |                       | CD Motagua    | (3)                   | 0             | 2             |     |   |            |            |            |            |                       |     |   |        |        |        |        |        |  |  |
|  | CD Motagua            | CD Motagua    | (3)                   | 0             | 2             | (3) | 2 | 2          |            |            |            |                       |     |   |        |        |        |        |        |  |  |
|  | CD Motagua            |               |                       |               |               |     | 2 | 2          |            |            |            |                       |     |   |        |        |        |        |        |  |  |
|  | CD Platense           | (6)           | 1                     | 1             |               |     |   |            |            |            |            |                       |     |   |        |        |        |        |        |  |  |
|  | CD Platense           | (6)           | 1                     | 1             | CD Motagua    | (3) | 1 | 1          |            |            |            |                       |     |   |        |        |        |        |        |  |  |
|  |                       |               |                       |               |               | (3) | 1 | 1          |            |            |            |                       |     |   |        |        |        |        |        |  |  |
|  |                       |               | CD Olimpia            | (2)           | 0             | 1   |   |            |            |            |            |                       |     |   |        |        |        |        |        |  |  |
|  |                       |               |                       |               |               | 1   |   |            |            |            |            |                       |     |   |        |        |        |        |        |  |  |
|  |                       |               |                       |               |               |     |   |            |            |            |            |                       |     |   |        |        |        |        |        |  |  |
|  |                       |               |                       |               |               |     |   |            |            |            |            |                       |     |   |        |        |        |        |        |  |  |
|  |                       |               |                       |               |               |     |   |            |            |            |            |                       |     |   |        |        |        |        |        |  |  |

#### Quarts de finale
| Club        | Aller | Retour | Club                  | Commentaire                           |
| CD Motagua  | 2-1   | 2-1    | CD Platense           |                                       |
| CD Honduras | 0-1   | 4-3    | CD Real Sociedad (en) | Victoire grâce aux buts à l'extérieur |

#### Demi-finales
| Club        | Aller | Retour | Club                  | Commentaire |
| Real España | 0-2   | 1-0    | CD Real Sociedad (en) |             |
| CD Olimpia  | 0-1   | 1-1    | CD Motagua            |             |

#### Finale
| Match aller      | CD Real Sociedad (en) | 0:0   | CD Motagua | Stade Francisco Martínez Durón (en) |                           |
| 14 décembre 2014 |                       | (0:0) |            | Arbitrage : Óscar Moncada           | Arbitrage : Óscar Moncada |
| 14 décembre 2014 | Rapport               |       |            | Arbitrage : Óscar Moncada           | Arbitrage : Óscar Moncada |

| Match retour     | CD Motagua                               | 2:1   | CD Real Sociedad (en)   | Stade Tiburcio Carias Andino |  |
| 21 décembre 2014 | Carlos Discua 19e · Rubilio Castillo 44e | (2:1) | Juan Manuel Munguía 36e |                              |  |

## Bilan du tournoi
| Tournoi d'ouverture du championnat de football du Honduras 2014 |                        |
| Champion                                                        | CD Motagua (13e titre) |
| Dauphin                                                         | CD Real Sociedad (en)  |
| Qualifications continentales                                    |                        |
| Ligue des champions 2015-2016 (Phase de groupes)                | CD Motagua             |

## Statistiques

### Buteurs
| Rang | Nom             | Équipe      | Buts |
| 1    | Eddie Hernández | CD Vida     | 14   |
| 2    | Ángel Tejeda    | CD Honduras | 11   |
| 3    | Román Castillo  | CD Motagua  | 10   |
| 4    | 3 joueurs       | 3 joueurs   | 9    |